# بژوستکوو
بژوستکوو (به لهستانی:  Brzóstków) یک روستا در لهستان است که در گمینا ژرکوو واقع شده‌است. بژوستکوو ۲۳۰ نفر جمعیت دارد.